# Jüdischer Friedhof Schornsheim

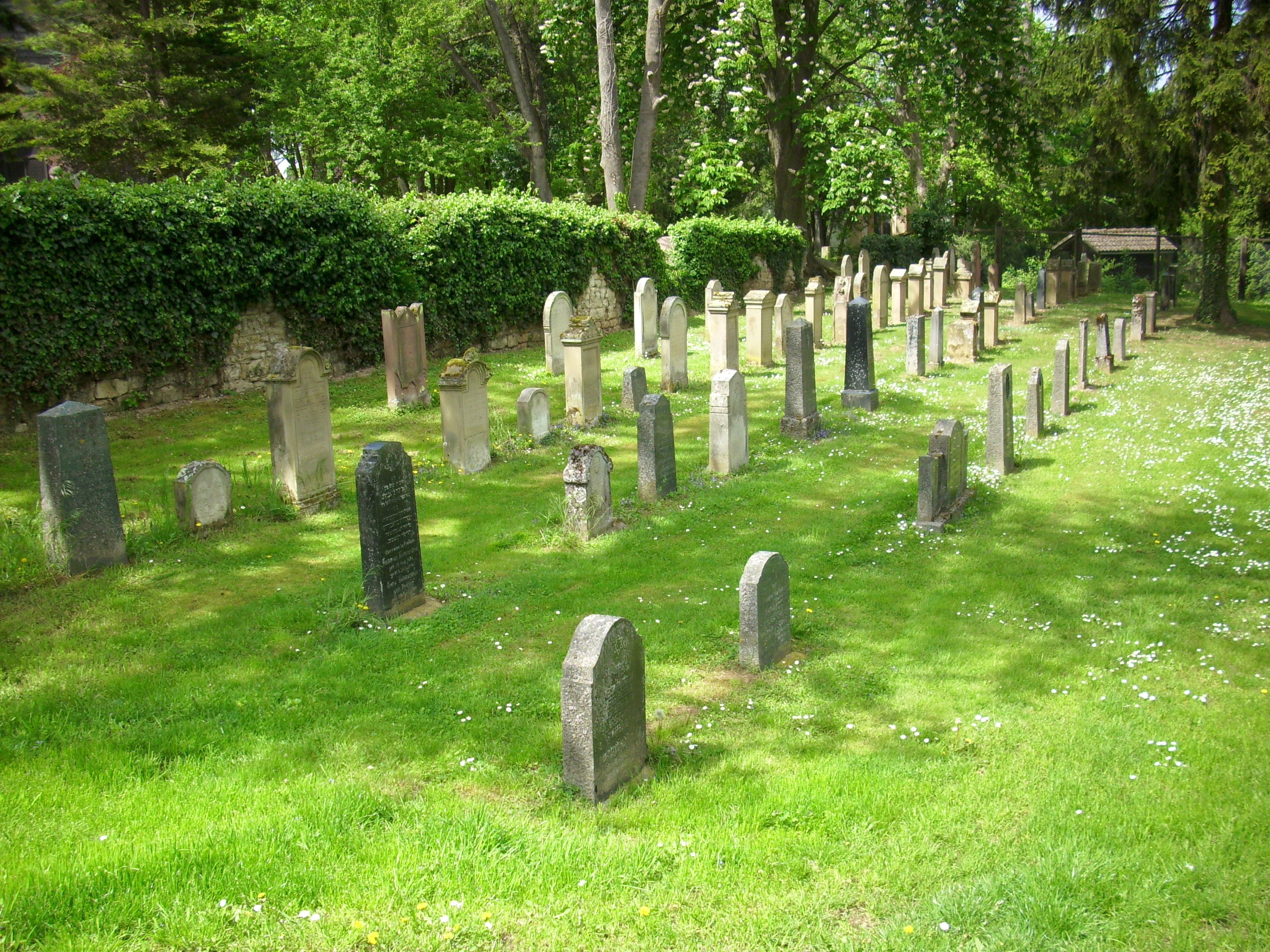
Jüdischer Friedhof in Schornsheim

Der Jüdische Friedhof in Schornsheim, einer Ortsgemeinde im Landkreis Alzey-Worms in Rheinland-Pfalz, wurde Anfang des 19. Jahrhunderts angelegt. Der 11,38 Ar große jüdische Friedhof befindet sich an der Kirchstraße neben dem kommunalen Friedhof.
Heute sind noch etwa 70 Grabsteine, vor allem klassizistische und gründerzeitliche, vorhanden.